# Palazzi dei Rolli
Palazzi dei Rolli là một loạt các cung điện và tòa nhà quan trọng có từ thời Cộng hòa Genoa là nơi sinh sống của các gia đình quý tộc ở Genoa. Hầu hết chúng được xây dựng trong thế kỷ 16, đầu thế kỷ 17 theo phong cách Phục hưng hoặc Baroque. Chúng đã được UNESCO công nhận là Di sản thế giới cùng với Le Strade Nuove từ năm 2006.

## Danh sách
Dưới đây là danh sách 42 dinh thự tại Genoa được UNESCO công nhận:
|    | Thành lập                              | Vị trí                     | Dinh thự                                        |
| -- | -------------------------------------- | -------------------------- | ----------------------------------------------- |
| 1  | Antonio Doria                          | Largo Lanfranco, 1         | Dinh thự Doria-Spinola                          |
| 2  | Clemente Della Rovere                  | Piazza Rovere, 1           | Dinh thự Clemente Della Rovere                  |
| 3  | Giorgio Spinola                        | salita S. Caterina, 4      | Dinh thự Giorgio Spinola                        |
| 4  | Tomaso Spinola                         | salita S. Caterina, 3      | Dinh thự Tommaso Spinola                        |
| 5  | Giacomo Spinola                        | Piazza Fontane Marose, 6   | Dinh thự Giacomo Spinola                        |
| 6  | Agostino Ayrolo                        | Piazza Fontane Marose, 3-4 | Dinh thự Negrone                                |
| 7  | Paolo e Nicolò Interiano               | Piazza Fontane Marose, 2   | Dinh thự Paolo Battista và Niccolò Interiano    |
| 8  | Agostino Pallavicini                   | Via Garibaldi, 1           | Dinh thự Pallavicini-Cambiaso                   |
| 9  | Pantaleo Spinola                       | Via Garibaldi, 2           | Dinh thự Pantaleo Spinola                       |
| 10 | Franco Lercari                         | Via Garibaldi, 3           | Dinh thự Lercari-Parodi                         |
| 11 | Tobia Pallavicini                      | Via Garibaldi, 4           | Dinh thự Carrega-Cataldi                        |
| 12 | Angelo Giovanni Spinola                | Via Garibaldi 5            | Dinh thự Angelo Giovanni Spinola                |
| 13 | Gio Battista Spinola                   | Via Garibaldi, 6           | Dinh thự Gio Battista Spinola                   |
| 14 | Nicolosio Lomellini                    | Via Garibaldi, 7           | Dinh thự Podestà                                |
| 15 | Lazzaro y Giacomo Spinola              | Via Garibaldi, 8-10        | Dinh thự Cattaneo-Adorno                        |
| 16 | Nicolò Grimaldi                        | Via Garibaldi, 9           | Dinh thự Doria-Tursi                            |
| 17 | Baldassarre Lomellini                  | Via Garibaldi 12           | Dinh thự Baldassarre Lomellini                  |
| 18 | Luca Grimaldi                          | Via Garibaldi, 11          | Dinh thự Bianco                                 |
| 19 | Rodolfo y Francesco Brignole Sale      | Via Garibaldi 18           | Dinh thự Rosso                                  |
| 20 | Gerolamo Grimaldi                      | salita S. Francesco, 4     | Dinh thự Gerolamo Grimaldi                      |
| 21 | Gio Carlo Brignole                     | Piazza Meridiana, 2        | Dinh thự Gio Carlo Brignole                     |
| 22 | Bartolomeo Lomellini                   | Largo Zecca, 4             | Dinh thự Bartolomeo Lomellini                   |
| 23 | Stefano Lomellini                      | Via Cairoli, 18            | Dinh thự Lomellini-Doria Lamba                  |
| 24 | Giacomo Lomellini y Cattaneo De Marini | largo Zecca, 2             | Dinh thự Giacomo Lomellini và De Marini-Spinola |
| 25 | Antoniotto Cattaneo                    | Piazza della Nunziata, 2   | Dinh thự Belimbau                               |
| 26 | G. Agostino Balbi                      | Via Balbi,1                | Dinh thự Gio Agostino Balbi                     |
| 27 | Gio Francesco Balbi                    | Via Balbi, 2               | Dinh thự Gio Francesco Balbi                    |
| 28 | Giacomo e Pantaleo Balbi               | Via Balbi, 4               | Dinh thự Balbi-Senarega                         |
| 29 | Francesco Balbi Piovera                | Via Balbi, 6               | Dinh thự Francesco Maria Balbi Piovera          |
| 30 | Stefano Balbi                          | Via Balbi, 10              | Dinh thự Reale                                  |
| 31 | Cosma Centurione                       | Via Lomellini, 8           | Dinh thự Cosma Centurione                       |
| 32 | Giorgio Centurione                     | Via Lomellini, 5           | Dinh thự Giorgio Centurione                     |
| 33 | Gio Battista Centurione                | Via del Campo, 1           | Dinh thự Gio Battista Centurione                |
| 34 | Cipriano Pallavicini                   | Piazza Fossatello, 2       | Dinh thự Cipriano Pallavicini                   |
| 35 | Nicolò Spinola                         | Via S. Luca, 14            | Dinh thự Nicolò Spinola                         |
| 36 | Francesco Grimaldi                     | Piazza Pellicceria, 1      | Dinh thự Spinola di Pellicceria                 |
| 37 | Gio Battista Grimaldi                  | Vico S. Luca, 4            | Dinh thự Gio Battista Grimaldi                  |
| 38 | Gio Battista Grimaldi                  | Piazza S. Luca, 2          | Dinh thự Gio Battista Grimaldi                  |
| 39 | Stefano De Mari                        | Via S. Luca, 5             | Dinh thự Stefano De Mari                        |
| 40 | Ambrogio De Nigro                      | Via S. Luca, 2             | Dinh thự Ambrogio Di Negro                      |
| 41 | Emanuele Filiberto Di Negro            | Via al Ponte Reale, 2      | Dinh thự Emanuele Filiberto Di Negro            |
| 42 | Croce De Marini                        | Piazza De Marini, 1        | Dinh thự De Marini-Croce                        |